# Сан Квирико (Фрозиноне)
Сан Квирико је насеље у Италији у округу Фрозиноне, региону Лацио.
Према процени из 2011. у насељу је живело 160 становника. Насеље се налази на надморској висини од 435 м.